# Gisbert Matthias Elsner

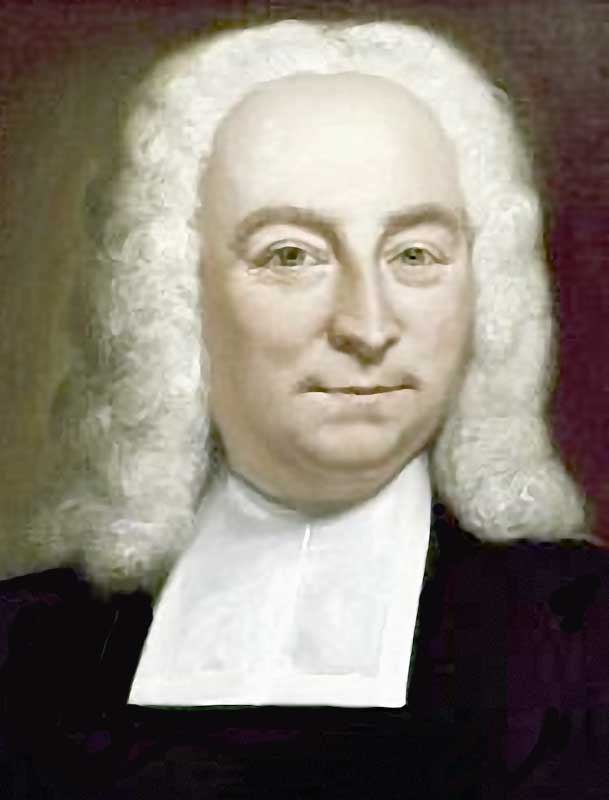
Gisbert Matthias Elsner

Gisbert Matthias Elsner (auch: Gijsbertus Elsnerus; * 1. April 1698 in Goch; † 7. Juli 1775 in Jutphaas) war ein deutscher reformierter Theologe.

## Leben
Der Sohn des Pfarrers Alexander Wilhelm Elsner hatte 1715 ein Studium der theologischen Wissenschaften an der Universität Duisburg absolviert. Nach vollendeten Studien wurde er im September 1719 zum Pfarrdienst nach Heumen und Malden berufen. Hierzu absolvierte er im gleichen Jahr im Oktober sein theologisches Examen und wurde im November in dieses Amt investiert. 1723 ging er als Pfarrer nach Brook und Ubbergen, im Oktober 1725 erhielt er eine Berufung in die Gemeinde Groesbeek und 1728 war er Pfarrer in Zaltbommel. 1737 ging er als Pfarrer nach Utrecht, wo ihn die Kuratoren der Utrecht Hochschule am 10(15). Juni 1739 zum außerordentlichen Professor der Theologie an die Universität Utrecht beriefen.
Nachdem er am 10. September 1739 zum Doktor der Theologie ernannt worden war, hatte er am 15. September 1739 das ihm übertragende Amt mit der Rede De diversis, sed non aversis in unico corpore Christi summi capitis membris angetreten. Als Hieronymus Simons van Alphen gestorben war, wurde er am 22. Juli 1743 zum ordentlichen Professor der Theologie für neutestamentliche Exegese berufen, welches Amt er am 16. September 1743 mit der Rede De excellentia adultorum, qui in verbo justitiae propter habitum exercitatos habent sensus, prae exilitate infantium, lacte elementariae doctrinae (Utrecht 1743) antrat. Zudem hatte er sich auch an den organisatorischen Aufgaben der Utrechter Hochschule beteiligt und war in den Jahren 1745/46 und 1761/62 Rektor der Alma Mater.
Hierzu verfasste er die Abdankungsreden de sponsalibus Christum inter et ecclesiam, nullis unquam malis dirimendis (Van het huwelijk, tusschen Christus en de kerk, door gene ongevallen ooit te verbreken) (1746) und de conjunctione tuta atque felici, quae gentibus feris et noxiis intercedet cum grege Dei, sub vexillo Jesu Christi (Utrecht 1762). Sein Ableben erfolgte auf seinem Sommersitz in Jutphaas in der Nacht vom 6. zum 7. Juli 1775. Sein Leichnam wurde nach Utrecht gebracht und in aller Stille beigesetzt.

## Werke
- Paulus brief aan de Romeinen geopend, ontleed, verklaart en toegepast. Utrecht 1763–1771, 4. Bde.
- Eerzuil der milddadigheid; Memorie wegens de Hernhulters en hunne leere.... Amsterdam 1750